# Polk City (Iowa)
Polk City is een plaats (city) in de Amerikaanse staat Iowa, en valt bestuurlijk gezien onder Polk County.

## Demografie
Bij de volkstelling in 2000 werd het aantal inwoners vastgesteld op 2344. In 2006 is het aantal inwoners door het United States Census Bureau geschat op 2996. Bij de laatste telling in 2024 is het aantal inwoners geschat op 6430.

## Geografie
Volgens het United States Census Bureau beslaat de plaats een oppervlakte van 7,0 km², geheel bestaande uit land. Polk City ligt op ongeveer 269 m boven zeeniveau.

## Plaatsen in de nabije omgeving
De onderstaande figuur toont nabijgelegen plaatsen in een straal van 12 km rond Polk City.